# Hugo Hadwiger
Hugo Hadwiger (23 de diciembre de 1908 en Karlsruhe - 29 de octubre de 1981 en Berna) fue un matemático suizo de origen alemán, conocido por su trabajo en geometría, combinatoria y criptografía.

## Semblanza
Aunque nació en Karlsruhe, Hadwiger creció en Berna. Cursó sus estudios de grado en la Universidad de Berna, donde se especializó en matemáticas, pero también estudió física y ciencia actuarial. Continuó sus estudios de posgrado en Berna y se doctoró en 1936 bajo la supervisión de Willy Scherrer. Fue profesor de matemáticas en Berna durante más de cuarenta años.

## Conceptos matemáticos nombrados en honor a Hadwiger
El teorema de Hadwiger en geometría integral clasifica las valoraciones invariantes de isometría en un espacio euclídeo de dimensión d de conjuntos compactos y convexos. Según este teorema, cualquier valoración de este tipo puede expresarse como una combinación lineal de volúmenes mixtos (en dos dimensiones, por ejemplo, los volúmenes intrínsecos son el área, el perímetro y la característica de Euler).
La desigualdad de Hadwiger-Finsler, demostrada por Hadwiger con Paul Finsler, relaciona las longitudes de los lados y el área de cualquier triángulo en el plano. Generaliza la desigualdad de Weitzenböck y fue generalizada a su vez por la desigualdad de Pedoe. En el mismo artículo de 1937 en el que Hadwiger y Finsler publicaron esta desigualdad, también publicaron el teorema de Finsler-Hadwiger en un cuadrado derivado de otros dos cuadrados que comparten un vértice.
El nombre de Hadwiger también se asocia con varios problemas matemáticos importantes sin resolver:
- La conjetura de Hadwiger en teoría de grafos, planteada por Hadwiger en 1943 ([7] y denominada por Bollobás, Catlin y Erdős (1980) como «uno de los problemas sin resolver más profundos de la teoría de grafos»,[8] describe una conexión conjeturada entre la coloración de grafos y los menores de un grafo. El número de Hadwiger de un grafo es el número de vértices del clique más grande que puede formarse como menor en un grafo. La conjetura de Hadwiger establece que este siempre es al menos tan grande como el número cromático.
- La conjetura de Hadwiger en geometría combinatoria se refiere al número mínimo de copias más pequeñas de un cuerpo convexo necesarias para cubrir el cuerpo, o equivalentemente, al número mínimo de fuentes de luz necesarias para iluminar la superficie del cuerpo. Por ejemplo, en tres dimensiones, se sabe que cualquier cuerpo convexo puede ser iluminado por 16 fuentes de luz, pero la conjetura de Hadwiger implica que solo ocho fuentes de luz son siempre suficientes.[9][10]
- La conjetura de Hadwiger–Kneser–Poulsen establece que, si los centros de un sistema de bolas en el espacio euclidiano se acercan, entonces el volumen de la unión de las bolas no puede aumentar. Se ha demostrado en el plano, pero permanece abierto en dimensiones superiores.[11]
- El problema de Hadwiger-Nelson se refiere al número mínimo de colores necesarios para colorear los puntos del plano euclidiano de modo que no haya dos puntos a una distancia unitaria entre sí que tengan el mismo color. Fue propuesta por primera vez por Edward Nelson en 1950. Hadwiger la popularizó al incluirla en una colección de problemas en 1961.[12][13] Ya en 1945 había publicado un resultado relacionado, que demostraba que cualquier recubrimiento del plano por cinco conjuntos cerrados congruentes contiene una unidad de distancia en uno de los conjuntos.[14]

## Otras contribuciones matemáticas
Hadwiger demostró un teorema que caracteriza las estrellas eutácticas, sistemas de puntos en el espacio euclídeo formados por la proyección ortogonal de politopos de cruce de dimensiones superiores. Encontró una generalización de dimensiones superiores del tetraedro de Hill que rellena el espacio.] Y su libro de 1957, "Vorlesungen über Inhalt, Oberfläche und Isoperimetrie", fue fundamental para la teoría de los funcionales de Minkowski, utilizada en morfología matemática.

## Trabajo criptográfico
Hadwiger fue uno de los principales desarrolladores de un sistema suizo de máquina de rotores para cifrar comunicaciones militares, conocido como NEMA. Los suizos, temiendo que los alemanes y los aliados pudieran leer los mensajes transmitidos en sus máquinas Enigma, mejoraron el sistema utilizando diez rotores en lugar de cinco. El sistema fue utilizado por el ejército y la fuerza aérea suizos entre 1947 y 1992.

## Reconocimientos
- El asteroide (2151) Hadwiger, descubierto en 1977 por Paul Wild, lleva su nombre.[4]

- El primer artículo de la sección "Problemas de Investigación" del American Mathematical Monthly fue dedicado por Victor Klee a Hadwiger, con motivo de su sesenta cumpleaños, en honor a su trabajo como editor de una columna sobre problemas sin resolver en la revista  Elemente der Mathematik.[2]

## Obras seleccionadas

### Libros
- Altes und Neues über konvexe Körper, Birkhäuser 1955[17]
- Vorlesungen über Inhalt, Oberfläche und Isoperimetrie, Springer, Grundlehren der mathematischen Wissenschaften, 1957[18]
- con H. Debrunner, V. Klee  Combinatorial Geometry in the Plane, Holt, Rinehart y Winston, Nueva York 1964; Reimpresión de Dover 2015

### Artículos
- "Über eine Klassifikation der Strec== plexe", Vierteljahresschrift der Naturforschenden Gesellschaft Zürich, vol. 88, 1943, págs. 133-143 (Conjetura de Hadwiger en teoría de grafos)
- con Paul Glur Zerlegungsgleichheit ebener Polygone, Elemente der Math, vol. 6, 1951, págs. 97-106
- Ergänzungsgleichheit k-dimensionaler Polyeder, Math. ÉpocaRift, vol. 55, 1952, págs. 292-298
- Funcionales poliédricos aditivos lineales e igualdad de descomposición, Math. Z., vol. 58, 1953, págs. 4-14
- Sobre el problema de la igualdad de descomposición de poliedros k-dimensionales, Mathematische Annalen vol. 127, 1954, págs. 170-174